# 右翼力量联盟
右翼力量联盟 （俄语： / Soyuz Pravykh Sil，缩写：SPS ）是一个俄罗斯公共政治组织和前政党，最初于1999年作为选举集团成立，主要关注自由市场改革， 私有化和20世纪90年代的“年轻改革家”安纳托里·邱拜斯、鲍里斯·涅姆佐夫和叶戈尔·盖达尔的政治遗产。该党于2008年正式解散。尼基塔·贝利赫是最后一任党首。
2011年，部分该组织前成员重建了右翼力量联盟运动 。在2012年注册为一个公共政治组织 ，一种非政府组织 。在俄罗斯，参与选举需要在司法部审核的政党名单中 。目前领导人是列昂尼德·戈兹曼 。
SPS和重建的SPS都被接受为国际民主联盟的准会员。

## 政党（1999-2008）
SPS成立于1999年，合并了几个较小的自由主义政党，包括俄罗斯民主选择和民主俄罗斯 。在1999年议会选举中，SPS获得8.6％的选票，得到了俄罗斯国家杜马（俄罗斯联邦议会下院）的32个议席。
在2000年的总统选举中，SPS支持普京的竞选，尽管许多高层支持格里戈里·亚夫林斯基 。
从2000年到2003年，SPS由前副总理鲍里斯·涅姆佐夫率领。在恩斯佐夫的领导下，SPS强烈反对他们所认为的普京的专制政策，并认为俄罗斯的政治和媒体自由被削弱了。
在2003年的杜马选举中SPS获得了4％的选票，没有超过5％的门槛。一些SPS候选人在该党以前胜出的单一选区中排名第二，如圣彼得堡的伊琳娜· 卡卡马达 ，莫斯科的弗拉基米尔·卡拉·穆尔扎，莫斯科地区的鲍里斯·纳德日丹 。尽管指责选举有欺诈行为，涅姆佐夫还是宣布承担败选责任，并于2004年1月辞去了SPS领导人职务。2005年5月28日， 尼基塔·贝利赫当选为党首。
与亚博卢合并的计划已于2006年底搁置。 
党在2007年选举中得到了0.96％的选票，没有达到7%的门槛，无法获得杜马席位。
2008年，尼基塔·贝利赫（Nikita Belyh）传位给列昂尼德·戈兹曼。2008年10月1日，党的联邦政治委员会投票决议解散党，并与公民力量和俄罗斯民主党合并，形成了一个新的自由党，称为正确事业 ，继承了SPS的国际民主联盟会员资格。

## 公共政治组织（2011年至今）
2011年，一批前成员指责正确事业与普京管制下的俄罗斯政府过于接近，重新建立了SPS，将其注册为公共政治组织  。因此，国际民主联盟暂停了正确事业的成员资格并将其退回给新的SPS。
2014年2月27日，SPS正式谴责2014年俄罗斯军事干预乌克兰 。 